# Pseudhomelix ornata
Pseudhomelix ornata är en skalbaggsart som först beskrevs av Max Quedenfeldt 1885.  Pseudhomelix ornata ingår i släktet Pseudhomelix och familjen långhorningar.
Artens utbredningsområde är Angola. Inga underarter finns listade i Catalogue of Life.